# Pjoscha
Die Pjoscha (russisch Пёша; Пеша (Pescha)) ist ein Zufluss der Barentssee in der Oblast Archangelsk und im Autonomen Kreis der Nenzen in Nordwestrussland.
Die Pjoscha entspringt 120 km südlich der Tschoscha-Bucht in der Oblast Archangelsk. Von dort windet sie sich durch eine sumpfige Tundralandschaft nach Norden zur Tschoscha-Bucht, an deren östlicher Südküste sie in die Barentssee mündet.
Die Pjoscha hat eine Länge von 257 km. Sie entwässert ein Areal von 5060 km². 
Der Fluss wird von der Schneeschmelze als auch von Niederschlägen gespeist. 
In den Monaten Mai und Juni führt die Pjoscha Hochwasser.
Die Siedlungen Wolokowaja, Werchnjaja Pjoscha, Nischnjaja Pjoscha sowie Beluschje am rechten Mündungsufer liegen entlang dem Flusslauf.